# Brixen im Thale
Brixen im Thale este un sat în judetul Kitzbühel , Austria.